# Rafael Andriato
Rafael de Mattos Andriato (São Paulo, 20 d'octubre de 1987) és un ciclista brasiler, ja retirat, professional entre el 2012 i el 2022.
El 2012 fitxà per l'equip Farnese Vini-Selle Italia. Al maig de 2012 va aconseguir la primera victòria per a l'equip, en guanyar el Gran Premi Jurmala a Letònia. Durant la seva carrera esportiva només va disputar una Gran Volta, el Giro d'Itàlia de 2013, on va guanyar la classificació dels esprints intermedis i el Premi de la Fuga, una classificació que premia els ciclistes fugats més actius.

## Palmarès
- 2007
  - 1r a la Prova Ciclística 9 de Julho
  - 1r al Meeting internacional de Goiania
  - Vencedor de 2 etapes a la Volta a l'Estat de São Paulo
  - Vencedor d'una etapa a la Volta a Rio de Janeiro
  - Vencedor d'una etapa a la Volta al Paranà
- 2011
  - 1r al Gran Premi de la Indústria del marbre
  - Vencedor d'una etapa a la Volta a Rio de Janeiro
- 2012
  - 1r al Gran Premi Jurmala
  - 1r a la Châteauroux Classic de l'Indre
- 2013
  - Vencedor d'una etapa al Tour de Rio
- 2014
  - Vencedor d'una etapa a la Volta a Veneçuela
  - Vencedor de 3 etapes al Tour de Rio
- 2015
  - Vencedor d'una etapa al Sibiu Cycling Tour
- 2016
  - Vencedor d'una etapa al Tour de Hainan
- 2018
  - Vencedor d'una etapa a la Volta a l'Uruguai

### Resultats al Giro d'Itàlia
- 2013. 165è de la classificació general. 1r de la classificació dels esprints intermedis i de la Fuga Pinarello